# Behzad
Vous lisez un « bon article » labellisé en 2007.
Pour l’article homonyme, voir Ahmad Behzad.
Kamaleddin Behzad ou Kamal od-Din Bihzad (en persan : کمال‌الدین بهزاد), dit Behzad ou Bihzad, est un grand maître de la miniature persane originaire d'Herat (actuel Afghanistan), actif à la cour du Timouride Hosseyn Bāyqara (875-912 AH/1470-1506), durant les dernières décennies de la Renaissance timouride. Il est ensuite passé au service des Séfévides dans les ateliers royaux de Tabriz. Il est né vers 1450 à Hérat et est mort vers 1535-1536 à Tabriz. De nombreux travaux lui sont attribués, mais seulement quelques-uns sont reconnus comme étant de sa main. Il a inspiré un style de miniature persane qui restera une référence après sa mort.

## Le problème des sources d'information
Les sources les plus fiables d'information sur la vie de Behzad sont probablement les personnes qui ont un rapport direct avec la cour d'Herat ou la cour séfévide. Des personnes comme le souverain Bâbur, l'historien Khwandamir ou Mirza Haydar Duglāt pour Herat ou Doust Mohammad (un de ses disciples), Qazui Ahmad Qomi ou Eskandar Beg Monshi pour la période séfévide. Les informations données par les auteurs moghols ou ottomans sont généralement déformées par les mythes considérables qui existaient alors autour de Behzad et de ses œuvres.

## Biographie
Entré au service du grand émir timouride Husayn Bayqara à Hérat, il a illustré des recueils de poèmes tels que l'épopée persane du Shâh Nâmâ et a créé une école dont l'héritage a perduré. À la chute des Timourides en 1507, il entre au service des Séfévides d'Iran à Tabriz, dont l'excellence en matière de miniature passe ensuite aux Moghols d'Inde.

### Son travail dans les ateliers d'Herat

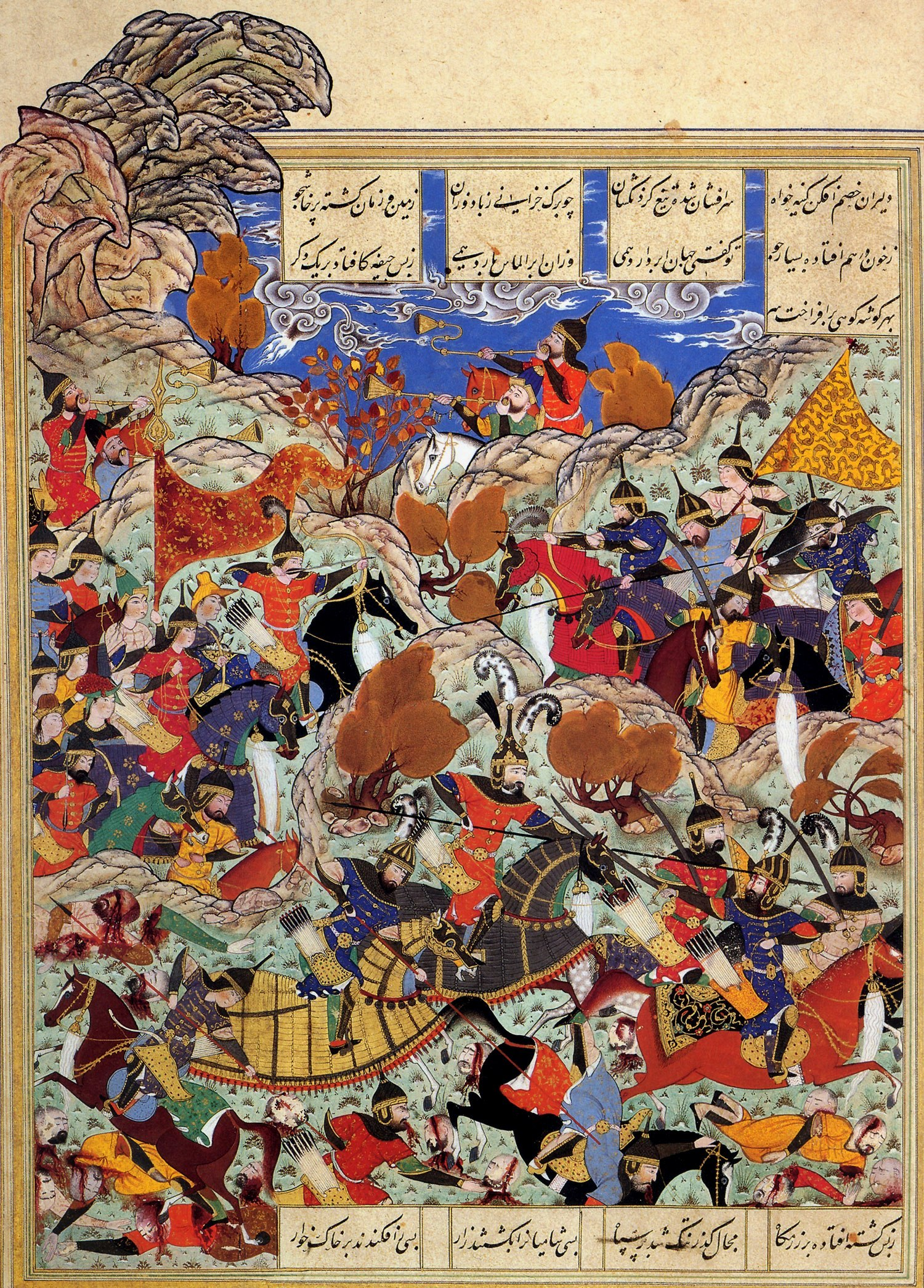
Bataille entre Tamerlan et le roi égyptien

Behzad serait devenu orphelin dans son jeune âge. Il aurait été alors recueilli et élevé par Mirak Naqāsh, un peintre et calligraphe au service de Hosseyn Bāyqara et de son ministre Mir ʿAlishir Navāʿi. La première référence à Behzad apparait dans Kholasat al-akbar (« Essences de l'éminent »), une histoire de la dynastie timouride écrite par Khwandamir en 1499-1500 racontant des événements ayant eu lieu avant 1471. Dans ce texte, Behzad y est décrit comme un peintre très habile associé à ces mécènes.
Les auteurs de Herat notent que Behzad a d'abord été employé par Mir ʿAlishir Navāʿi puis par le Sultan Hosseyn Bāyqara. Tous précisent que Behzad était initialement subordonné à Ruh-Allāh Mirak Naqqāsh, qui dirigeait d'abord l'atelier de Mir 'Alishir puis de Sultan Hosseyn. Qazui Ahmad Qomi précise qu'après être devenu orphelin, Behzad est pris en charge par Mirak, sans pour autant préciser les liens entre eux. Certains chercheurs pensent qu'il avait des frères ou sœurs, dont les enfants sont devenus ses élèves. La carrière de Behzad commence dans les années 1470, et la plupart des œuvres qui lui sont attribuées datent de la période 1480-1495. Sheila Canby précise qu'il était plutôt opposé à la politique dominante de l'époque, sans pour autant être militant. Basil Gray dit qu'il dirige l'atelier de Sultan Hossein en 1496, après avoir dirigé celui de Mir ʿAlishir Navāʿi (les dates précises ne sont pas connues).
Après la chute de Hosseyn Bāyqara en 1506, la vie de Behzad est beaucoup moins connue. Le Bâbur-nāmeh précise que Behzad serait rentré au service de Muhammad Shaybāni Khan entre 1507 et 1510. Il existe d'ailleurs une anecdote à ce sujet : Muhammad Shaybāni Khan aurait demandé à Behzad de le peindre, mais finit lui-même la peinture car il n'était pas satisfait du résultat. On connaît en effet un portrait de ce personnage daté de 1508, mais il est difficile de connaître exactement les fonctions du peintre pendant ces trois années.

### Behzad au service des Séfévides

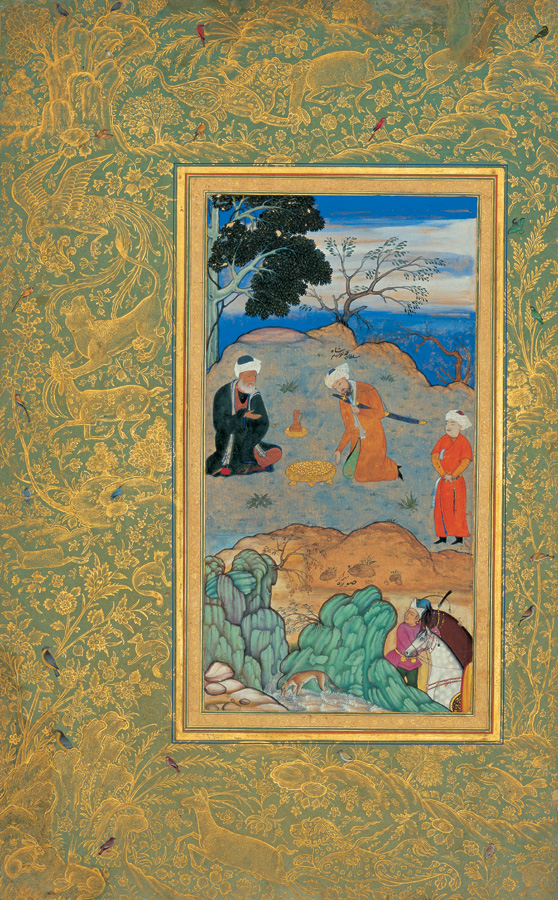
Conseil de l'ascète, Moraqqa’-e Golshan

On ne sait pas comment Behzad est entré au service des Séfévides, mais il semble certain qu'il ait été le maître du jeune prince Tahmasp alors que celui-ci se trouvait à Hérat comme gouverneur. Le premier document permettant de le relier à la cour séfévide est un décret de Shah Ismail daté de 1522 le nommant à la tête de l'atelier royal. Ce document est contesté par certains chercheurs : en effet, il y a une incohérence chronologique sur les datations des recueils épistolaires contenus dans le Namā-ye nāmi de Khwandamir. L'autre document liant Behzad et Shah Ismail est une anecdote contenue dans le Manāqeb-e honarvarān de Mostafā 'Ali Gallipoli, savant ottoman, en 1587. Le texte décrit comment Behzad et le calligraphe Shah Mahmoud Nishapuri ont accompagné le chah Ismail à la bataille de Tchaldoran et ont été cachés par lui par crainte de victoire ottomane. L'anecdote étant couplée à des prophéties sur la victoire ottomane, il existe des doutes sur son historicité et son authenticité.
De plus, les auteurs séfévides, Doust Mohammad, Qazui Ahmad Qomi et Eskandar Beg Monshi, précisent que Behzad était employé par le chah Tahmasp, sans faire de lien avec son prédécesseur. Qazui Ahmad précise que Behzad est arrivé à Tabriz alors que la bibliothèque de Tahmasp était déjà en place sous la direction de Soltan Ahmad. Certains auteurs pensent donc que le peintre n'arrive à Tabriz que lorsque le nouveau chah monte sur le trône, en 1524.
Les auteurs donnent peu de détails de la vie de Behzad à la cour séfévide. Il est presque certain qu'il ait été placé à la tête du kitab khana royal, c'est-à-dire qu'il dirigeait tous les peintres, calligraphes, enlumineurs, relieurs, etc. qui travaillaient dans l'atelier du Shah, donnant les lignes principales du style développé alors. Qazui Ahmad dit qu'il a illustré un Khamseh de Nizami, calligraphié par Shāh Mahmoud Nishāpuri. C'est Doust Mohammad qui précise que Behzad est mort au service de Tahmasp et a été enterré à Tabriz à côté de Sheikh Kamāl Kodjandi, en 935 A.H (1535-1536).
Il a fini sa vie à la cour séfévide de Tabriz, entouré de membres de sa famille. Son neveu, le calligraphe Rostam 'Ali, a suivi ses enseignements à Tabriz ; et ses petits-neveux Mohebb 'Ali et Mozaffar 'Ali, tous deux peintres, étaient eux aussi employés à la cour séfévide. Il a eu notamment pour élèves Sheikhzadeh, Kassim Ali, Agha Mirek, etc.

## Ses œuvres

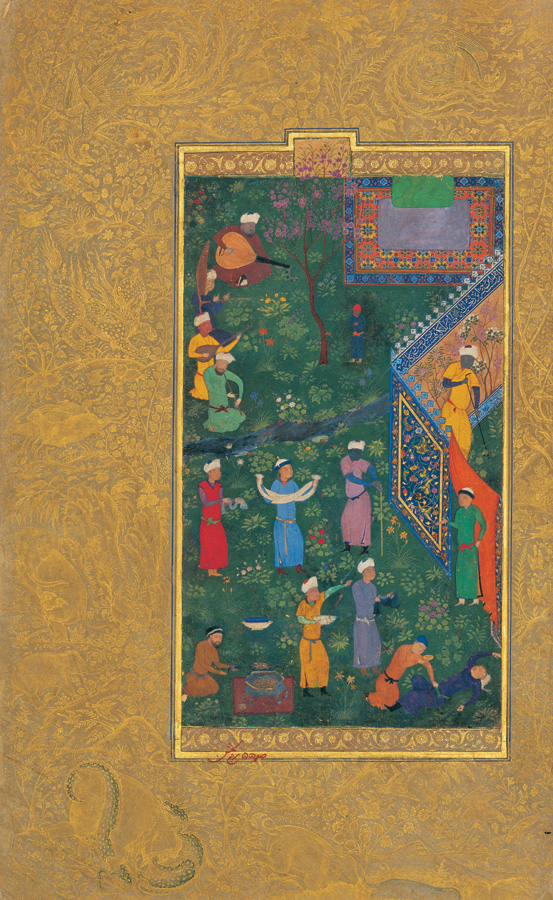
Sultan Hossein Mirza en promenade, Moraqqa’-e Golshan, p. 62

### Peintures signées ou attribuées
Un seul manuscrit contient des peintures signées de Behzad considérées comme authentiques par tous les spécialistes modernes : c'est une copie du Bustan (« Verger ») de Saadi, produite pour la bibliothèque de Hosseyn Bāyqara. Dans ce livre, les cinq illustrations sont signées de Behzad, plus ou moins discrètement. Le colophon est signé par le scribe, Sultan 'Ali Mashhadi et daté de 1488, et deux des miniatures sont datées de 1488-1489.
Les autres œuvres attribuées stylistiquement à Behzad, ou à ses proches collaborateurs à Herat, sont les suivantes :
- une copie du Bustan de Saadi daté 1478, qui reste contestée[12] ;
- une copie du Zafarnameh (« Livre de la victoire ») de Sharaf al-Din ‘Ali Yazdi, datée de 1467 et dédiée à Hosseyn Bāyqara[13]. Attribué par l'empereur moghol Jahangir, il a subi de nombreuses retouches en Inde et contiendrait huit miniatures de la main du maître ;
- une copie de Mantiq al-tayr (« La Conférence des oiseaux ») de ‘Attar, datée de 1483[14] ;
- une copie du Khamseh de ‘Alishir Navā'i datée de 890 AH[1]/1485 et dédiée au fils de Hosseyn Bāyqara, Badi az-Zaman[15] ;
- une copie du Khamseh d'Amir Khusraw Dihlavi datée de 890 AH[1]/1485 [16] ;
- Une copie du Golestan de Saadi datée de muharram 891 AH[1]/janvier 1486[17] ;
- deux copies du Khamseh de Nizami, une datée de 900/1494-1495[18] et l'autre datée de 846 AH[1]/1442 dans laquelle une peinture a été ajoutée, datée 898 AH[1]/1493[19].

Sheila Canby considère qu'on ne peut être sûr de l'attribution de miniatures à Behzad avant celles contenues dans une copie du Golestan (« La Roseraie »), conservée à Paris et datée de 1496. Richard Ettinghausen, quant à lui, rappelle qu'il existe aussi un certain nombre de pages isolées attribuables à Behzad : en particulier un fameux portrait du poète Hatitfi, daté vers 1511.
Dans ses années séfévides, il faut aussi signaler plusieurs contributions à de grands manuscrits, comme le Guy u Chowgân d'Arifi daté de 1524 - 1525, aux côtés de Sultan Mohammad, Aqa Mirak, Doust Mohammad et même du chah Tahmasp lui-même.

### Le style de Behzad
Plusieurs traits sont caractéristiques de Behzad, et resteront employés longtemps après sa mort, en Iran comme en Inde.
Behzad se signale tout d'abord par un style vivant. Ses personnages, souvent engagés dans des actions de la vie quotidienne, présentent généralement des postures, des attitudes et des sentiments variés, peu stéréotypés. Ses représentations sont marquées par une forme de réalisme, et même par un certain humour. Des spécialistes comme Sheila Canby considèrent qu'il a peut-être dessiné d'après des modèles vivants.
Behzad ne met pas fin à l'aspect décoratif prépondérant avant lui dans l'art de la miniature, mais il mélange des éléments « traditionnels » à d'autres plus nouveaux, comme des scènes de la vie quotidienne contemporaine, traitées de manière plus naturaliste. Dans la copie du Bustan de Saadi par exemple, il représente des arbres fleuris (un motif très ancien, qui puise ses sources dans le zoroastrisme pré-islamique) mais y ajoute un couple près d'un puits. Il modifie aussi la façon de représenter le souverain : non plus au centre, mais à l'écart, en le magnifiant par un palanquin.
Ce renouvellement est aussi marqué par une grande science de la composition, et beaucoup d'inventivité dans ce domaine. On cite souvent en exemple la célèbre page du Bûstan du Caire représentant la scène de Yusuf poursuivi par Zuleykha : les deux personnages, peints au paroxysme de l'action, se trouvent dans une architecture exceptionnellement riche et complexe, sur trois registres reliés par un escalier. Les salles présentent chacune une perspective propre, donnant l'effet d'un espace à la fois structuré et labyrinthique. En transcendant ainsi le sujet par la représentation de l'architecture, il est possible que Behzad ait souhaité évoquer des thèmes mystiques, prééminents dans la société et la littérature de l'époque.
Le travail de la couleur est aussi très caractéristique et novateur chez Behzad, et renforce les effets de ses compositions. Certes, il se sert principalement d'aplats de couleurs, mais sa palette est bien plus modulée qu'auparavant, ses teintes sont mélangées et se répondent. Gray considère par ailleurs que Behzad dispose d'une connaissance des couleurs « bien plus scientifique que dans toute la peinture antérieure » . Dans le Bustan du Caire, seule œuvre attribuée de manière certaine au maître, les tons prédominants sont froids (bleu, vert), mais des couleurs chaudes, et en particulier un orange vif, les réhaussent, et créent une chatoyance. On retrouve cette palette douce, bien modulée, avec des pointes de couleurs vives dans d'autres de ses peintures, et en particulier le Zafarnama de Husayn Bayqara.
Behzad ajoute à cette science de la couleur un travail de dessin très maîtrisé, fin et minutieux.

## L'héritage de Behzad

### En Iran

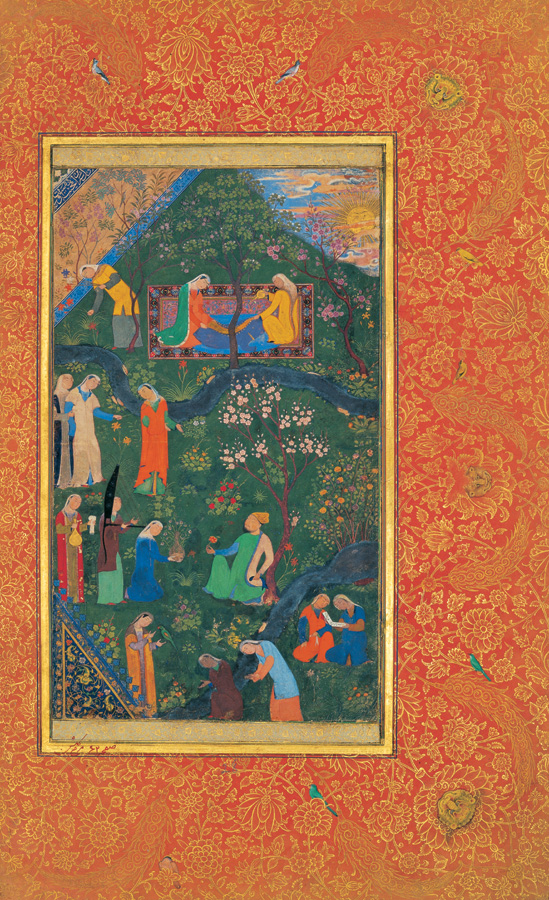
Sultan Hossein Mirza en promenade, Moraqqa’-e Golshan, p. 55

La précision des motifs et le choix de la mise en page sont un héritage important du style de Behzad. Ce style se retrouve dans celui de Sheykhzadeh, actif à Herat, Tabriz et Boukhara dans la première moitié du XVIe siècle. Nous savons par l'historien ottoman Mustafa Ali que Sheykhzadeh était un élève de Behzad, et que c'est par lui et ses contemporains que le style Behzad est passé aux peintres de Boukhara.
Mais l'héritage de Behzad est surtout visible dans la peinture de l'atelier de Tabriz, en particulier sous le règne de Shah Tahmasp, où fusionnent alors, et pour longtemps, les styles de Tabriz et de Hérat.
 Ayant dirigé le kitab khana, Bihzad a influencé la plupart des peintres qui y travaillaient, tandis que des manuscrits exceptionnels, tels le Grand Shah Nama de Shah Tahmasp s'y composaient. Quoique la direction de celui-ci ait été confiée à Sultan Muhammad, puis à d'autres peintres, le style de Behzad y est pregnant. Le style de Sultan Muhammad lui-même semble peu à peu influencé par le peintre Herati : il adopte dans ses peintures réalisées aux alentours de 1630 une gamme de couleurs plus sobre et une approche plus rationnelle de la composition. Mais c'est chez Mir Musavvir, le second directeur du manuscrit, qu'on retrouve les composantes essentielles du style de Behzad : une palette claire, des compositions précises et harmonieuses, un rendu méticuleux.

### En Inde moghole
Les empereurs moghols Bābur, Humāyun, Akbar, Jahāngir et Shāh Jahān ont possédé certains manuscrits contenant des œuvres attribuées à Behzad. Quand Humāyun fuit l'Hindoustan en 1536, il emmène avec lui un Timurnameh illustré par Behzad. Ses successeurs ajouteront d'autres volumes à la bibliothèque royale. Les peintures signées ou attribuées à Behzad ont aussi été une source d'inspiration pour les artistes de l'Inde Moghole. Deux artistes d'origine iranienne, Mir Sayyid ’Ali et Mir ’Abdus Samad, ont appris la miniature d'après les enseignements tirés des travaux de Behzad. Ils ont par la suite supervisé les ateliers impériaux moghols, ce qui expliquerait en partie l'influence des travaux de Behzad dans la miniature moghole.
Un examen attentif de certaines miniatures du Zafarnāmeh de Baltimore, du Khamseh de la British Library et du Golestan de 1486 montrent qu'elles ont servi de modèles à plusieurs artistes moghols.
Le chroniqueur de Akbar, Abul al-Fazl ibn Mubarak, évoque Behzad comme un modèle permettant de comparer les artistes de la cour moghole de son temps. La présence des peintures de Behzad dans les albums contenus dans les bibliothèques mogholes a permis à sa réputation de durer tout au long du XVIe et XVIIe siècles. Shah Jahān compare d'ailleurs les peintures murales de sa ville nouvelle de Shahjahanabad aux œuvres de Behzad.
De nombreuses références documentaires dans les chroniques des empereurs moghols montrent que Behzad a été un modèle pour nombre de miniaturistes moghols, à l'époque où se développait l'art moghol. Le fait que les plus grands artistes moghols se soient inspirés de son travail montre l'importance de son héritage dans la peinture moghole.

### Dans la littérature
La miniature persane, et l'influence de Behzad, est au cœur du roman Mon nom est Rouge, publié en turc en 1998 par Orhan Pamuk, Prix Nobel de littérature 2006. « Prenons une miniature de Bihzad, le plus grand des maîtres, le père vénérable de tous les peintres » fait dire Pamuk à l'un des personnages de ce roman qui décrit l'univers des ateliers de miniaturistes du sultan Murad III dans l'Empire ottoman de la fin du XVIe siècle.